# Mahmood Abdulla
Mahmood Abdulla  (Baréin; 1 de junio de 1980) es un futbolista de Baréin que juega con el East Riffa Club de la Liga Premier de Baréin.

## Carrera

### Club
| Periodo   | Club            |
| --------- | --------------- |
| 2008-2020 | Muharraq Club   |
| 2020-2021 | Al-Najma        |
| 2021-     | East Riffa Club |

### Selección nacional
Jugó para Baréin los tres partidos de la Copa Asiática 2011.

## Logros
- Liga Premier de Baréin (9): 2002, 2003–04, 2005–06, 2006–07, 2007–08, 2008–09, 2010–11, 2014–15, 2017–18
- Copa del Rey de Baréin (9): 2002, 2005, 2008, 2009, 2011, 2012, 2013, 2015–16, 2019–20
- Copa FA de Baréin (3): 2005, 2009, 2020
- Copa Príncipe de la Corona de Baréin (4): 2006, 2007, 2008, 2009
- Supercopa de Baréin (3): 2006, 2013, 2018
- Copa Elite de Baréin (1): 2019
- Copa AFC (1): 2008
- Copa de Clubes Campeones del Golfo (1): 2012